# ノーザンテリトリー行政官
ノーザンテリトリー行政官（Administrator of the Northern Territory）は、オーストラリアの準州であるノーザンテリトリーの総督に相当する職である。
以下ではノーザンテリトリー行政官のほか、ノーザンテリトリーの成立以前に置かれた総督についても一覧の形で列挙する。

## 南オーストラリア (1846年-1912年)
| 代数 | 氏名                                     | 就任日        | 退任日         |
| ---- | ---------------------------------------- | ------------- | -------------- |
| 1    | チャールズ・オーガスタス・フィッツロイ   | 1846年2月21日 | 1846年12月28日 |
| 2    | ボイル・トラヴァース・フィニス           | 1864年3月3日  | 1865年11月4日  |
| 代理 | ジェームズ・ストークス・ミルナー         | 1870年1月     | 1870年4月      |
| 3    | ウィリアム・ブルームフィールド・ダグラス | 1870年4月27日 | 1873年6月      |
| 代理 | ジェームズ・ストークス・ミルナー         | 1873年6月     | 1873年10月     |
| 4    | ジョージ・ビング・スコット               | 1873年10月6日 | 1876年6月30日  |
| 5    | エドワード・プライス                     | 1876年7月1日  | 1883年3月6日   |
| 代理 | ギルバート・マクミン                     | 1883年3月     | 1884年3月      |
| 6    | ジョン・パーソンズ                       | 1884年3月19日 | 1890年2月14日  |
| 7    | ジョン・ナイト                           | 1890年7月16日 | 1892年1月10日  |
| 8    | チャールズ・ジェームズ・ダッシュウッド   | 1892年2月24日 | 1905年1月31日  |
| 9    | チャールズ・エドワード・ハーバート       | 1905年2月1日  | 1910年2月8日   |
| 10   | サミュエル・ミッチェル                   | 1910年4月1日  | 1912年3月25日  |

## オーストラリア連邦 (1912年-現在)
| 職名                                       | 代数 | 氏名                           | 就任日         | 退任日         |
| ------------------------------------------ | ---- | ------------------------------ | -------------- | -------------- |
| Administrator                              | 1    | ジョン・ギルラス               | 1912年3月25日  | 1919年8月1日   |
| Director                                   | 1    | ヘンリー・アーネスト・ケアリー | 1919年8月1日   | 1921年1月17日  |
| Administrator                              | 1    | フレデリック・アークアート     | 1921年1月17日  | 1927年3月1日   |
| Government Resident （北オーストラリア）   | 1    | ロバート・ウェッデル           | 1927年3月1日   | 1931年6月12日  |
| Government Resident （中央オーストラリア） | 1    | ジョン・チャールズ・ケーウッド | 1927年3月1日   | 1929年12月11日 |
| Government Resident （中央オーストラリア） | 2    | ヴィクター・キャリントン       | 1929年12月11日 | 1931年6月12日  |
| Administrator                              | 1    | ロバート・ウェッデル           | 1931年6月12日  | 1937年3月29日  |
| Administrator                              | 2    | オーブリー・アボット           | 1937年3月29日  | 1946年7月1日   |
| Administrator                              | 3    | アーサー・ドライヴァー         | 1946年7月1日   | 1951年7月1日   |
| Administrator                              | 4    | フランク・ワイズ               | 1951年7月1日   | 1956年7月1日   |
| Administrator                              | 5    | ジェームズ・アーチャー         | 1956年7月1日   | 1961年4月1日   |
| Administrator                              | 6    | ロジャー・ノット               | 1961年4月1日   | 1964年10月1日  |
| Administrator                              | 7    | ロジャー・ディーン             | 1964年10月1日  | 1970年3月4日   |
| Administrator                              | 8    | フレデリック・チェイニー       | 1970年3月4日   | 1973年12月10日 |
| Administrator                              | 9    | ジョック・ネルソン             | 1973年12月10日 | 1975年11月12日 |
| Administrator                              | 10   | ジョン・イングランド           | 1978年6月1日   | 1981年1月1日   |
| Administrator                              | 11   | エリック・ジョンストン         | 1981年1月1日   | 1989年7月1日   |
| Administrator                              | 12   | ジェームズ・ミュアヘッド       | 1989年7月1日   | 1993年3月1日   |
| Administrator                              | 13   | オースティン・アッシュ         | 1993年3月1日   | 1997年2月17日  |
| Administrator                              | 14   | ニール・コン                   | 1997年2月17日  | 2000年11月28日 |
| Administrator                              | 15   | ジョン・アニクトマティス       | 2000年11月28日 | 2003年10月30日 |
| Administrator                              | 16   | テッド・イーガン               | 2003年10月31日 | 2007年10月31日 |
| Administrator                              | 17   | トム・ポーリング               | 2007年10月31日 | 2011年10月31日 |
| Administrator                              | 18   | サリー・トーマス               | 2011年10月31日 | 2014年11月10日 |
| Administrator                              | 19   | ジョン・ハーディー             | 2014年11月10日 | 現職           |
| Deputy of the Administrator                | 1    | ミンナ・シズラー               | 1997年2月17日  | 2001年11月30日 |
| Deputy of the Administrator                | 2    | パット・ミラー                 | 2002年9月20日  | 現職           |